# (73681) 1989 TL18
(73681) 1989 TL18 – planetoida z grupy przecinających orbitę Marsa okrążająca Słońce w ciągu 3,48 lat w średniej odległości 2,3 j.a. Odkryta 2 października 1989 roku.